# 교육마마
교육마마(일본어: 教育ママ 교이쿠마마[*])는 자신의 아이의 미래를 기대하고 학업, 학원 등에서 배우게 하는 어머니를 가리킨다. 아버지의 경우 교육파파(일본어: 教育パパ 교이쿠파파[*])라고 부른다. 일본의 고도경제성장 시기에 시작된 학력 지상주의적인 사회 풍조를 배경으로 태어난 말이다. 지나친 예의 범절이나 교육 방침, 피보호자의 의사를 방치한 가정 교육, 그에 따른 행동을 야유하는 의미에서도 사용된다.

## 같이 보기
- 일본의 교육
- 헬리콥터 부모
- 사커맘